# Campionato mondiale di Formula 1 1999

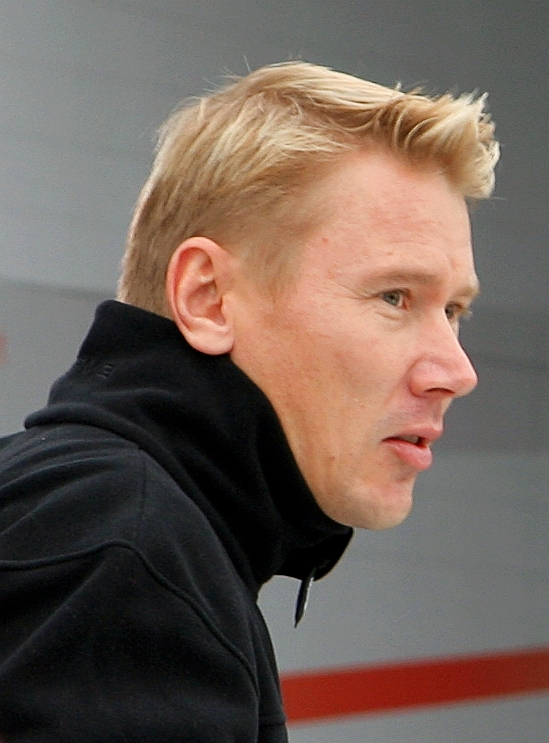
Mika Häkkinen si aggiudica il suo secondo titolo piloti consecutivo.

Il campionato mondiale di Formula 1 1999 organizzato dalla FIA è stata, nella storia della categoria, il 50° ad assegnare il campionato piloti, vinto per la seconda volta dal finlandese Mika Häkkinen, e il 42ª ad assegnare il campionato costruttori, andato, dopo sedici anni, alla Scuderia Ferrari. Per la nona volta nella sua storia la Ferrari vinse il titolo mondiale costruttori. È iniziato il 7 marzo ed è terminato il 31 ottobre, dopo 16 gare, come nella stagione precedente.
L'annata viene ricordata per l'incidente occorso a Michael Schumacher al Gran Premio di Gran Bretagna, durante il quale il tedesco si ruppe una gamba e non poté lottare per il titolo. Häkkinen vinse quindi il titolo all'ultima gara per 2 punti, dopo un lungo duello con l'altro ferrarista Irvine.

## La pre-stagione

### Il calendario
Il calendario rimane invariato con 16 gare. Esce infatti di scena il Gran Premio d'Argentina, inizialmente previsto come seconda tappa il 28 marzo, ma in compenso entrò in calendario il Gran Premio della Malesia, disputato sul nuovo Circuito di Sepang. Il governo cinese cercò anche di far inserire il Gran Premio della Cina da disputarsi sul Circuito di Zhuhai, costruito apposta per la Formula 1, già a partire dal 1999, ma le strutture non furono considerate adeguate e così la gara non fu ammessa in calendario. Torna dopo un anno di assenza il Gran Premio d'Europa sul circuito del Nürburgring, che tra il 1997 e il 1998 ospitava il Gran Premio del Lussemburgo.
| Gara | Nome ufficiale del Gran Premio       | Circuito                         | Sede        | Data         | Ora    | Ora   | Ora   | Diretta TV  | Diretta TV |
| Gara | Nome ufficiale del Gran Premio       | Circuito                         | Sede        | Data         | Locale | UTC   | ITA   | Terrestre   | Satellite  |
| ---- | ------------------------------------ | -------------------------------- | ----------- | ------------ | ------ | ----- | ----- | ----------- | ---------- |
| 1    | Qantas Australian Grand Prix         | Albert Park Circuit              | Melbourne   | 7 marzo      | 14:00  | 03:00 | 04:00 | Rai 1       | TELE+ F1   |
| 2    | Grande Prêmio Marlboro do Brasil     | Autódromo José Carlos Pace       | San Paolo   | 11 aprile    | 14:00  | 16:00 | 17:00 | Rai 1/Rai 2 | TELE+ F1   |
| 3    | Gran Premio Warsteiner di San Marino | Autodromo Enzo e Dino Ferrari    | Imola       | 2 maggio     | 14:00  | 12:00 | 14:00 | Rai 1       | TELE+ F1   |
| 4    | Grand Prix de Monaco                 | Circuito di Monte Carlo          | Monaco      | 16 maggio    | 14:00  | 12:00 | 14:00 | Rai 1       | TELE+ F1   |
| 5    | Gran Premio Marlboro de España       | Circuito di Barcellona-Catalogna | Montmeló    | 30 maggio    | 14:00  | 12:00 | 14:00 | Rai 1       | TELE+ F1   |
| 6    | Grand Prix Air Canada                | Circuit Gilles Villeneuve        | Montréal    | 13 giugno    | 13:00  | 17:00 | 19:00 | Rai 1       | TELE+ F1   |
| 7    | Mobil 1 Grand Prix de France         | Circuito di Magny Cours          | Magny-Cours | 27 giugno    | 14:00  | 12:00 | 14:00 | Rai 1       | TELE+ F1   |
| 8    | RAC British Grand Prix               | Silverstone                      | Silverstone | 11 luglio    | 14:00  | 13:00 | 14:00 | Rai 1       | TELE+ F1   |
| 9    | Großer Preis von Österreich          | A1-Ring                          | Spielberg   | 25 luglio    | 14:00  | 12:00 | 14:00 | Rai 1       | TELE+ F1   |
| 10   | Großer Mobil 1 Preis von Deutschland | Hockenheimring                   | Hockenheim  | 1º agosto    | 14:00  | 12:00 | 14:00 | Rai 1       | TELE+ F1   |
| 11   | Marlboro Magyar Nagydíj              | Hungaroring                      | Mogyoród    | 15 agosto    | 14:00  | 12:00 | 14:00 | Rai 1       | TELE+ F1   |
| 12   | Foster's Belgian Grand Prix          | Circuito di Spa-Francorchamps    | Stavelot    | 29 agosto    | 14:00  | 12:00 | 14:00 | Rai 1       | TELE+ F1   |
| 13   | Gran Premio Campari d'Italia         | Autodromo nazionale di Monza     | Monza       | 12 settembre | 14:00  | 12:00 | 14:00 | Rai 1       | TELE+ F1   |
| 14   | Warsteiner Grand Prix of Europe      | Nürburgring                      | Nürburg     | 26 settembre | 14:00  | 12:00 | 14:00 | Rai 1       | TELE+ F1   |
| 15   | Petronas Malaysian Grand Prix        | Sepang International Circuit     | Sepang      | 17 ottobre   | 14:00  | 06:00 | 08:00 | Rai 1       | TELE+ F1   |
| 16   | Fuji Television Japanese Grand Prix  | Suzuka Circuit                   | Suzuka      | 31 ottobre   | 14:00  | 05:00 | 07:00 | Rai 1       | TELE+ F1   |

## Scuderie e piloti
| Scuderia                     | Costruttore        | Telaio | Motore                                              | Gomme | N° | Piloti                | GP         | Test driver              |
| ---------------------------- | ------------------ | ------ | --------------------------------------------------- | ----- | -- | --------------------- | ---------- | ------------------------ |
| West McLaren Mercedes        | McLaren-Mercedes   | MP4/14 | Mercedes FO110H 3.0 V10                             | B     | 1  | Mika Häkkinen         | Tutti      | Nick Heidfeld            |
| West McLaren Mercedes        | McLaren-Mercedes   | MP4/14 | Mercedes FO110H 3.0 V10                             | B     | 2  | David Coulthard       | Tutti      | Nick Heidfeld            |
| Scuderia Ferrari Marlboro    | Ferrari            | F399   | Ferrari 048 3.0 V10                                 | B     | 3  | Michael Schumacher    | 1–8, 15–16 | Luca Badoer Mika Salo    |
| Scuderia Ferrari Marlboro    | Ferrari            | F399   | Ferrari 048 3.0 V10                                 | B     | 3  | Mika Salo             | 9–14       | Luca Badoer Mika Salo    |
| Scuderia Ferrari Marlboro    | Ferrari            | F399   | Ferrari 048 3.0 V10                                 | B     | 4  | Eddie Irvine          | Tutti      | Luca Badoer Mika Salo    |
| Winfield Williams            | Williams-Supertec  | FW21   | Supertec FB01 3.0 V10                               | B     | 5  | Alessandro Zanardi    | Tutti      | Bruno Junqueira          |
| Winfield Williams            | Williams-Supertec  | FW21   | Supertec FB01 3.0 V10                               | B     | 6  | Ralf Schumacher       | Tutti      | Bruno Junqueira          |
| Benson & Hedges Jordan       | Jordan-Mugen Honda | 199    | Mugen-Honda MF-301 HD 3.0 V10                       | B     | 7  | Damon Hill            | Tutti      | Tomáš Enge Shinji Nakano |
| Benson & Hedges Jordan       | Jordan-Mugen Honda | 199    | Mugen-Honda MF-301 HD 3.0 V10                       | B     | 8  | Heinz-Harald Frentzen | Tutti      | Tomáš Enge Shinji Nakano |
| Mild Seven Benetton Playlife | Benetton-Playlife  | B199   | Playlife FB01 3.0 V10                               | B     | 9  | Giancarlo Fisichella  | Tutti      | Laurent Rédon            |
| Mild Seven Benetton Playlife | Benetton-Playlife  | B199   | Playlife FB01 3.0 V10                               | B     | 10 | Alexander Wurz        | Tutti      | Laurent Rédon            |
| Red Bull Sauber Petronas     | Sauber-Petronas    | C18    | Petronas SPE-03A 3.0 V10                            | B     | 11 | Jean Alesi            | Tutti      | Enrique Bernoldi         |
| Red Bull Sauber Petronas     | Sauber-Petronas    | C18    | Petronas SPE-03A 3.0 V10                            | B     | 12 | Pedro Paulo Diniz     | Tutti      | Enrique Bernoldi         |
| Repsol Arrows                | Arrows             | A20    | Arrows T2-F1 3.0 V10                                | B     | 14 | Pedro de la Rosa      | Tutti      | Stephen Watson           |
| Repsol Arrows                | Arrows             | A20    | Arrows T2-F1 3.0 V10                                | B     | 15 | Toranosuke Takagi     | Tutti      | Stephen Watson           |
| HSBC Stewart Ford            | Stewart-Ford       | SF3    | Ford CR-1 3.0 V10                                   | B     | 16 | Rubens Barrichello    | Tutti      | Luciano Burti            |
| HSBC Stewart Ford            | Stewart-Ford       | SF3    | Ford CR-1 3.0 V10                                   | B     | 17 | Johnny Herbert        | Tutti      | Luciano Burti            |
| Gauloises Prost Peugeot      | Prost-Peugeot      | AP02   | Peugeot A18 3.0 V10                                 | B     | 18 | Olivier Panis         | Tutti      | Stéphane Sarrazin        |
| Gauloises Prost Peugeot      | Prost-Peugeot      | AP02   | Peugeot A18 3.0 V10                                 | B     | 19 | Jarno Trulli          | Tutti      | Stéphane Sarrazin        |
| Fondmetal Minardi Ford       | Minardi-Ford       | M01    | Ford VJM1 Zetec-R 3.0 V10 Ford VJM2 Zetec-R 3.0 V10 | B     | 20 | Luca Badoer           | 1, 3–16    | Gastón Mazzacane         |
| Fondmetal Minardi Ford       | Minardi-Ford       | M01    | Ford VJM1 Zetec-R 3.0 V10 Ford VJM2 Zetec-R 3.0 V10 | B     | 20 | Stéphane Sarrazin     | 2          | Gastón Mazzacane         |
| Fondmetal Minardi Ford       | Minardi-Ford       | M01    | Ford VJM1 Zetec-R 3.0 V10 Ford VJM2 Zetec-R 3.0 V10 | B     | 21 | Marc Gené             | Tutti      | Gastón Mazzacane         |
| British American Racing      | BAR-Supertec       | 01     | Supertec FB01 3.0 V10                               | B     | 22 | Jacques Villeneuve    | Tutti      | Patrick Lemarié          |
| British American Racing      | BAR-Supertec       | 01     | Supertec FB01 3.0 V10                               | B     | 23 | Ricardo Zonta         | 1–2, 6–16  | Patrick Lemarié          |
| British American Racing      | BAR-Supertec       | 01     | Supertec FB01 3.0 V10                               | B     | 23 | Mika Salo             | 3–5        | Patrick Lemarié          |

### Piloti
- McLaren, Ferrari, Benetton e Prost confermano i piloti del 1998.
- Heinz-Harald Frentzen passa dalla Williams alla Jordan.
- Ralf Schumacher va alla Williams scambiandosi di posto con Frentzen.
- Alessandro Zanardi ritorna in Formula 1 alla guida della Williams.
- Johnny Herbert si trasferisce alla Stewart.
- Pedro Paulo Diniz passa alla Sauber lasciando la Arrows.
- Jacques Villeneuve lascia la Williams trasferendosi al neonato team BAR.
- Ricardo Zonta fa il suo debutto in Formula 1 con la BAR.
- Luca Badoer ritorna in Formula 1 con la Minardi.
- Pedro de la Rosa debutta in massima serie alla guida della Arrows.
- A sole due settimane dall'inizio del campionato, Toranosuke Takagi viene ingaggiato dalla Arrows al posto di Mika Salo, inizialmente confermato come prima guida.
- Marc Gené partecipa per la prima volta al campionato di Formula 1 su Minardi.

Jos Verstappen non riesce a trovare nessun sedile e viene così ingaggiato dalla Honda per effettuare dei test con una monoposto-laboratorio, in previsione del ritorno del costruttore nipponico nel 2000 (che in origine prevedeva di entrare in F1 come 12° team).

#### Durante la stagione
- Mika Salo sostituisce Ricardo Zonta alla BAR dal GP di San Marino a quello di Spagna; in seguito all'infortunio di Michael Schumacher al GP di Gran Bretagna, il finlandese prende il posto del tedesco in Ferrari per 6 gare.
- Stéphane Sarrazin sostituisce Luca Badoer nel Gran Premio del Brasile.

### Scuderie, accordi e fornitori

La stagione vede il debutto della BAR, ex Tyrrell: la nuova scuderia desta attenzioni più per la particolare livrea bicolore delle sue monoposto, che non per i risultati in pista.

- La Tyrrell cede il titolo sportivo alla BAR e scompare dal mondo della Formula 1. La nuova scuderia inglese si serve dei motori Supertec (ex Mecachrome), già usati da Williams e Benetton.
- Tutte le altre squadre mantengono le stesse motorizzazioni dell'anno prima. I motori Mecachrome vengono tuttavia ridenominati Supertec.
- Da questa stagione la Bridgestone assume il monopolio della fornitura di pneumatici, in seguito al ritiro della Goodyear.

### Circuiti
- Il Gran Premio d'Argentina esce dal calendario di Formula 1.
- Entra in calendario il Gran Premio della Malesia.
- Al posto del Gran Premio del Lussemburgo torna il Gran Premio d'Europa, che rimane sul circuito del Nürburgring e mantiene la sua data a fine settembre.

## Regolamento
Per la stagione 1999 la FIA applicò poche modifiche al regolamento, cercando di ridurre le prestazioni delle monoposto e aumentare la sicurezza. Pur confermando le misure riguardanti gli pneumatici venne introdotta una quarta scanalatura all'anteriore, uniformando queste con le gomme posteriori e furono potenziate le misure per rendere più efficienti i crash test. Fu infine studiato ed introdotto un sedile estraibile.

## Riassunto della stagione

### Gran Premio d'Australia
La gara australiana, già dalle sessioni di prove libere, sembra presupporre uno sviluppo analogo a quello della stagione precedente con le McLaren di Häkkinen e Coulthard che ottengono le migliori prestazioni. Al termine delle qualifiche Häkkinen e Coulthard occupano così la prima fila distanziando i rivali di quasi un secondo e mezzo.
In gara però, a causa di alcuni problemi elettronici alla trasmissione, le McLaren sono state costrette al ritiro dovendo così cedere il comando nelle mani di Eddie Irvine, la seconda guida della Ferrari: la scuderia di Maranello ha così vinto il primo Gran Premio della stagione 1999 tornando, a dieci anni dall'ultima volta, a vincer la gara d'apertura del Campionato mondiale. L'irlandese Irvine, inoltre, dopo 82 Gran Premi, ha potuto festeggiare la sua prima vittoria in Formula 1 ottenendola con qualche brivido nel finale a causa di un incomprensibile ostruzionismo del debuttante doppiato Zonta, che ha ostacolato il pilota della Ferrari per alcuni giri nonostante le bandiere blu esposte.
Meno fortunata è stata la gara di Michael Schumacher, compromessa da una serie di problemi al cambio già in occasione del giro di ricognizione e che hanno costretto il tedesco a partire dal fondo dello schieramento analogamente a quanto successo nell'ultimo appuntamento della stagione precedente. Schumacher ha dovuto correre sempre in rimonta, fino a quando una gomma tagliata e l'ala anteriore piegata hanno costretto il tedesco ad una prima sosta imprevista; a pochi giri dal termine una seconda sosta non programmata per la sostituzione, a causa di problemi elettronici, del volante ha rallentato ulteriormente il tedesco, che ha concluso all'ultimo posto (unico doppiato).
Il doppio ritiro patito dalla McLaren, unito ai problemi di Schumacher, hanno permesso di far uscire alla ribalta alcuni protagonisti improbabili: il primo fra questi è Heinz-Harald Frentzen, che porta la Jordan al secondo posto, seguito dal brasiliano Rubens Barrichello con la Stewart: protagonista già dalle prove con il quarto tempo conquistato nelle qualifiche, sulla griglia di partenza il suo motore (come quello del compagno di squadra Herbert) è andato a fuoco costringendo il brasiliano a partire dai box con il muletto. La sua rimonta, favorita anche dall'intervento della safety car (per l'incidente occorso a Jacques Villeneuve), è stata compromessa quando ha compiuto un sorpasso che gli è costato uno stop&go senza il quale il suo quinto posto finale avrebbe potuto essere un terzo.

### Gran Premio del Brasile
Il secondo Gran Premio della stagione vede il riscatto di Mika Häkkinen: il finlandese conquista la vittoria realizzando la pole position e il giro più veloce in gara, grazie anche ad una strategia vincente che l'ha portato a ritardare la sosta di due giri rispetto alla Ferrari di Michael Schumacher e nonostante la McLaren-Mercedes palesi ancora qualche problema di affidabilità.
Häkkinen mantiene il comando sin dal via, mentre il compagno di squadra David Coulthard accusa un problema alla frizione restando bloccato sulla griglia. e rischiando di essere tamponato da Schumacher e Fisichella. Nelle prime battute si mette in luce Barrichello, che riesce persino a portarsi in testa approfittando delle difficoltà di Häkkinen, alle prese con un problema all'elettronica del cambio, anche se in seguito il brasiliano, avvantaggiato dalla sua strategia basata su due soste, sarà costretto al ritiro per il cedimento del propulsore.
Dopo il ritiro di Barrichello, la Ferrari di Schumacher eredita il comando ma alle sue spalle Häkkinen, che ha riacquistato improvvisamente la perfetta funzionalità del cambio, incomincia a recuperare rapidamente. Nel momento in cui Schumacher effettua la sua sosta, Häkkinen riprende il comando della gara per non lasciarlo più fino alla bandiera a scacchi.
Poca fortuna per il vincitore di Melbourne, Eddie Irvine, che ha concluso solo quinto a causa di una seconda sosta non prevista; l'irlandese si presenterà comunque ad Imola ancora al comando della classifica. Miglior fortuna per Frentzen, che bissa il podio ottenuto in Australia dimostrando ancora una volta una netta superiorità sul più quotato compagno di squadra Damon Hill.
Nelle retrovie si segnalano le prove di Alesi e Villeneuve: il francese, autore di un gran numero di sorpassi dopo un testacoda che l'aveva retrocesso in fondo al gruppo, viene costretto al ritiro da un problema al cambio mentre il canadese, costretto a partire dal fondo della griglia per aver utilizzato una benzina irregolare, era riuscito a portarsi fino al settimo posto prima di essere costretto anch'egli al ritiro a causa di un problema idraulico.
L'altro pilota della scuderia di Pollock, il brasiliano Zonta, è stato invece protagonista di un incidente nel corso della sessione di prove del sabato mattina nel quale ha riportato una ferita ad un piede che lo ha costretto a saltare la gara. Un brutto incidente è occorso anche al francese Sarrazin, che sostituisce Badoer alla Minardi: nel corso del trentunesimo passaggio ha sbattuto ad oltre 200 km/h senza però riportare conseguenze fisiche.

### Gran Premio di San Marino
La McLaren si conferma la vettura più competitiva e per la terza volta consecutiva, al termine delle qualifiche, porta entrambe le vetture in prima fila. Alle loro spalle si qualificano le due Ferrari e la BAR di un sorprendente Villeneuve.
Al via Häkkinen parte bene e accumula, giro dopo giro, un grande vantaggio nei confronti degli inseguitori: nel corso del diciassettesimo passaggio, però, il finlandese perde il controllo della sua vettura all'uscita della Variante Bassa andando a picchiare contro le barriere ritirandosi. Al comando si ritrova Coulthard, seguito da Schumacher: il pilota della Ferrari, grazie ad un'ottima strategia, riesce a portarsi davanti alla scozzese al termine della girandola delle soste e riportando, a sedici anni di distanza, la scuderia di Maranello alla vittoria sul circuito di Imola.
Si ritira invece, a pochi giri dal termine, Eddie Irvine per un guasto al motore, permettendo al brasiliano Barrichello di conquistare il terzo posto. Ancora una volta termina a punti la Jordan: il campione del mondo 1996 Hill raccoglie i primi punti di questa stagione, dopo due ritiri nei Gran Premi precedenti. Sfortunata la gara di Jacques Villeneuve, che si deve ritirare al via a causa della rottura del cambio sulla sua vettura.

### Gran Premio di Monaco
La Ferrari ha dominato il GP di Monaco con una storica doppietta. Michael Schumacher ha vinto il suo secondo gran premio consecutivo di questa stagione precedendo sul traguardo il compagno di squadra Eddie Irvine. Il tedesco ha compiuto il suo capolavoro con una partenza incredibile (dopo che Mika Häkkinen, al sabato, gli aveva strappato la pole position) e guadagnando un vantaggio sempre maggiore giro dopo giro. Per il campione del mondo in carica non c'è stato niente da fare, penalizzato anche da una strategia di gara che prevedeva un pit-stop ritardato, al contrario della Ferrari di Schumacher, che aveva previsto, invece, un rifornimento a metà gara. La supremazia delle due Rosse è stata evidente fin dalla prima giornata di prove, ed è proseguita per tutto il week-end monegasco, rovinata solo dalla perdita della pole position (qualche critica di troppo a Mika Häkkinen, che nel suo giro lanciato non avrebbe rispettato una bandiera gialla esposta alla curva del Tabaccaio che segnalava la Jordan di Damon Hill ferma).
Il gran premio ha visto anche altri protagonisti positivi (Frentzen, Barrichello, Fisichella, Trulli, Alesi), non tutti premiati dal risultato finale, come spesso accade nel Principato.
Ancora a punti Giancarlo Fisichella (quinto grazie all'uscita di pista di Barrichello a sette giri dalla fine); Jarno Trulli e Alex Zanardi hanno concluso fuori dalla zona punti, mentre Luca Badoer è stato costretto al ritiro per noie al cambio della sua Minardi.
Michael Schumacher guida ora la classifica del Campionato Piloti con 26 punti, davanti al suo compagno di squadra Irvine (18 punti) e la Ferrari ha 24 punti di vantaggio sulla McLaren nel Campionato Costruttori.

### Gran Premio di Spagna
Le due McLaren-Mercedes hanno dominato il Gran Premio di Spagna. Con la vittoria di Barcellona il campione del mondo in carica Mika Häkkinen riduce a solo sei punti il distacco da Michael Schumacher, che in terra catalana ha dovuto accontentarsi del terzo gradino del podio, alle spalle anche della seconda McLaren di Coulthard.
Sin dal via si è capito che sarebbe stata una corsa difficile per le due Ferrari, ed inoltre Eddie Irvine (in prima fila con il secondo tempo) ha contribuito con una pessima partenza ad agevolare la fuga delle due frecce d'argento. Michael Schumacher è rimasto bloccato dal compagno di squadra al via ed è stato Jacques Villeneuve ad approfittarne. Fino al momento del primo pit-stop la BAR del canadese è rimasta davanti alla Ferrari del tedesco. Solo al primo rifornimento i meccanici di Maranello hanno permesso a Schumacher di superare Villeneuve, che alla seconda sosta è stato costretto al ritiro per la rottura del cambio. Splendido il sesto posto di Jarno Trulli, autore anche di un'ottima partenza. A fine gara, dopo le verifiche tecniche la Stewart di Barrichello è stata squalificata per irregolarità al pattino del fondo scocca.

### Gran Premio del Canada

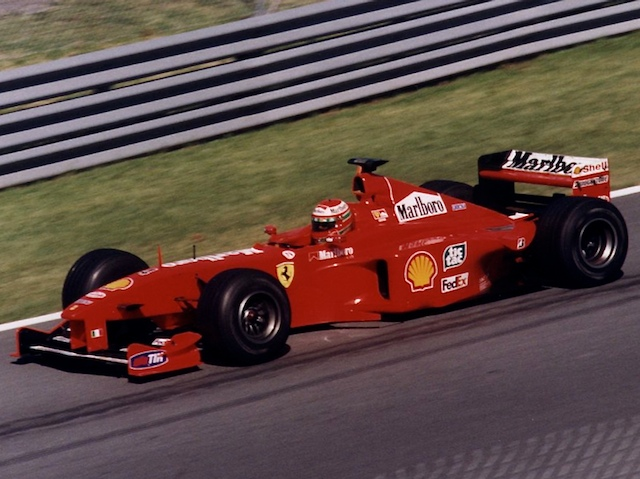
Eddie Irvine durante il Gran Premio del Canada.

In Canada si assiste ad una gara pazza, con ben cinque ingressi della Safety Car; il primo avviene subito dopo la partenza, a causa di Trulli che, finito nella via di fuga, travolge Alesi e Barrichello: tutti e tre i piloti si ritirano. Michael Schumacher, partito dalla pole position, conduce agevolmente la gara davanti ad Häkkinen, Irvine, Coulthard e Fisichella; altre due interruzioni della gara al quinto e al sedicesimo passaggio per le uscite di pista di Zonta ed Hill non disturbano la corsa del pilota tedesco.
Tuttavia, al ventinovesimo giro, il ferrarista sale troppo sul cordolo della chicane 14, lo stesso punto in cui avevano sbattuto anche Zonta e Hill, e non può evitare il contatto con il muro, terminando così la sua gara. Häkkinen prende il comando, seguito da Irvine, Coulthard e Fisichella; in seguito ad un'ennesima interruzione, causata dall'incidente di Villeneuve (sempre alla chicane 14, che verrà poi rinominata Wall of Champions, "Muro dei Campioni"), il pilota scozzese cerca di sorpassare il ferrarista, finendo per speronarlo; entrambi perdono diverse posizioni. Al secondo posto si trova quindi Fisichella, che viene però superato da Frentzen; proprio il tedesco della Jordan si schianta, a quattro giri dalla fine, per la rottura del freno posteriore.
Entra di nuovo la vettura di sicurezza, congelando le posizioni: alle spalle di Häkkinen e Fisichella si piazzano Irvine, capace di una bella rimonta dopo l'incidente con Coulthard, Ralf Schumacher, Herbert e Diniz, che coglie i primi punti con la Sauber.

### Gran Premio di Francia
La pioggia è stata la protagonista del GP di Francia che ha portato in trionfo Heinz-Harald Frentzen e la Jordan-Mugen-Honda. Le prove del sabato, disturbate dal maltempo, avevano già messo in evidenza gli outsider, con il brasiliano Rubens Barrichello e la Stewart in pole-position, davanti ad Alesi e Panis, mentre i top team, McLaren e Ferrari, hanno pagato la loro errata strategia.
Grande protagonista del GP è stato sicuramente Mika Häkkinen, che partito 14º è risalito fino alla testa della corsa, compiendo un gran numero di sorpassi. Il finlandese ha condotto il gran premio fino al momento della sua seconda sosta, che ha favorito il ritorno di Frentzen (un solo pit-stop).
Da incorniciare anche la gara di Rubens Barrichello, autore della pole-position, che ha condotto il GP per molti giri. Solo i due pit-stop hanno tolto al brasiliano la possibilità di finire primo o secondo.
Per quanto riguarda la Ferrari, anche Schumacher ha condotto la gara per alcuni giri, ma la disastrosa qualifica (6° Michael e addirittura 17° Irvine) e problemi meccanici hanno impedito al tedesco di arrivare oltre il quinto posto (grazie a Irvine, che ha rinunciato al sorpasso negli ultimi giri). Da dimenticare anche la gara di Eddie Irvine che ha superato indenne l'errore di una interminabile sosta (i meccanici non si aspettavano il suo rientro) solo grazie all'ingresso della Safety Car che ha neutralizzato per alcuni giri la gara sotto il diluvio.

### Gran Premio di Gran Bretagna

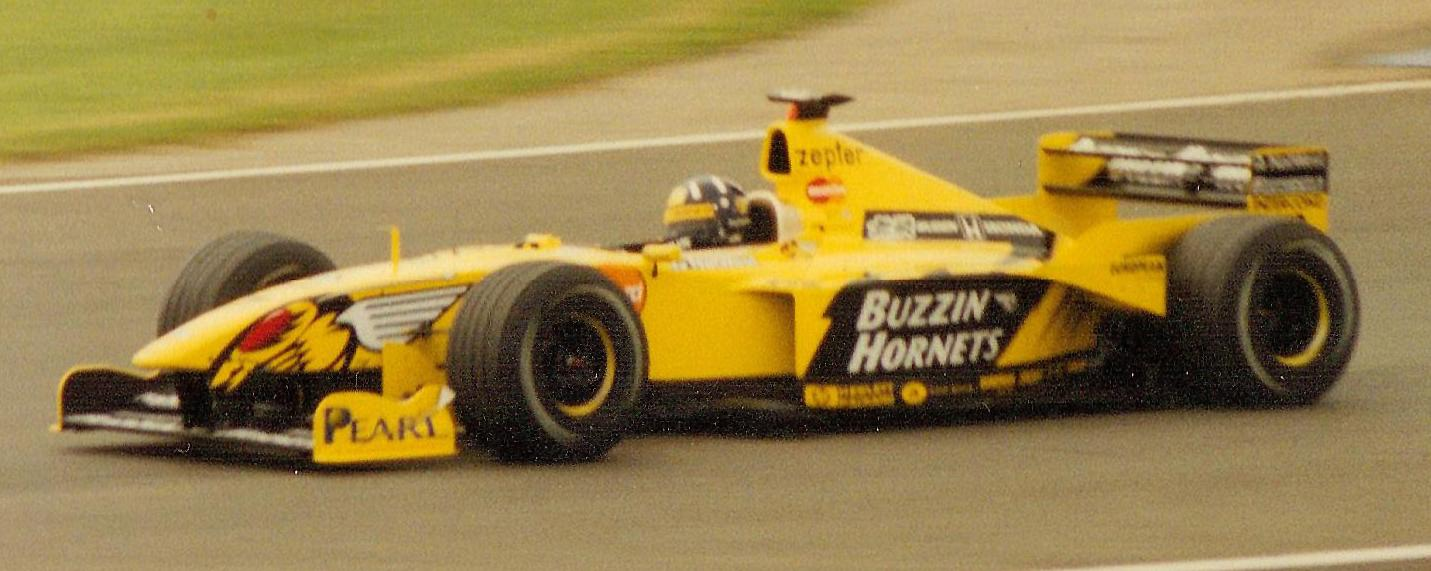
Damon Hill, giunto a punti al termine del Gran Premio di Gran Bretagna.

Un drammatico Gran Premio di Gran Bretagna. La gara inizia ed è subito neutralizzata dalla bandiera rossa a causa di due monoposto ferme sulla griglia; alla ripartenza, Schumacher, partito male dalla prima fila perde due posizioni e nel tentativo di recuperare sul compagno e sulle due McLaren esce di pista Stowe e va sbattere sulle barriere. La causa dell'incidente si rivelerà essere in seguito l'allentamento di una vite di spurgo del freno posteriore destro. Schumacher riporta la frattura di tibia e perone della gamba destra. Häkkinen è nettamente al comando dopo il suo primo pit-stop; dopo pochi giri però la ruota posteriore sinistra si stacca dal mozzo (per un difetto di quest'ultimo) e ne causa il ritiro. La McLaren vince comunque con David Coulthard che, sulla pista di casa, torna alla vittoria, grazie anche ad alcuni errori di strategia della Ferrari. Da notare le prestazioni di Ralf Schumacher (terzo al traguardo) e delle due Jordan di Frentzen e Hill che concludono alle spalle della Williams. Per otto o dieci settimane Michael Schumacher dovrà rinunciare ad essere presente in pista. La Ferrari ha intanto annunciato la sua sostituzione con Mika Salo dal prossimo GP d'Austria.

### Gran Premio d'Austria
Per sostituire l'infortunato Michael Schumacher, la Ferrari convoca il finlandese Mika Salo. Tuttavia, le qualifiche sono dominate dalle McLaren, con Häkkinen e Coulthard che conquistano la prima fila, rifilando ben un secondo ad Irvine terzo. La doppietta sembra un facile obiettivo per le "frecce d'argento", che al via mantengono la testa della corsa. Alle loro spalle, dopo poche curve, Salo tampona Herbert, compromettendo la sua gara e quella del pilota inglese, ma è Coulthard che fa il colpo grosso: tentando di sorpassare il compagno di squadra, lo colpisce, mandandolo in testacoda ed in fondo al gruppo.
Lo scozzese sembra in grado di riparare almeno in parte al proprio errore, aumentando il proprio vantaggio ai danni degli inseguitori; tuttavia, dopo la seconda sosta Irvine riesce a portarsi davanti al pilota della McLaren, che non riuscirà più a superarlo. Dopo Irvine e Coulthard si piazza Häkkinen; a punti vanno anche Frentzen, Wurz e Diniz, mentre Salo non riesce a fare meglio del nono posto.

### Gran Premio di Germania

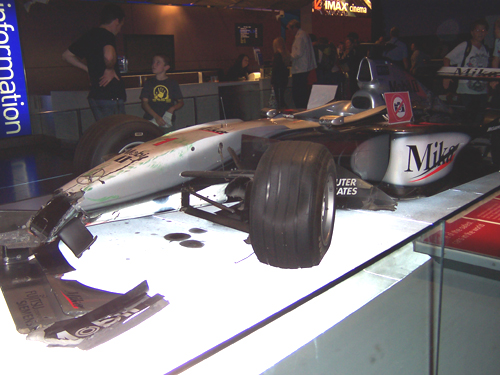
La McLaren di Mika Häkkinen dopo l'impatto avuto al Gran Premio di Germania.

Come in Austria, ad Hockenheim la McLaren sembra in grado di dominare, con Häkkinen che conquista la pole position davanti al sorprendente Frentzen, al compagno di squadra Coulthard e a Salo; Irvine è solo quinto e staccato di ben otto decimi dalla prima posizione. Alla partenza, Salo scatta bene e si piazza alle spalle di Häkkinen; dietro di lui, Coulthard, Barrichello (che si ritirerà già al sesto giro), Frentzen e Irvine. Al decimo giro, il pilota scozzese della Mclaren rompe l'alettone anteriore nel tentativo di superare Salo, condizionando così la propria gara. Al 24º giro, Häkkinen si ferma per il pit stop; un problema al bocchettone lo attarda molto e lo fa rientrare in pista al quarto posto, dietro a Salo, Irvine e Frentzen.
Appena due giri dopo, un altro colpo di scena scuote la gara: la gomma posteriore sinistra della vettura di Häkkinen si sgonfia, facendolo uscire violentemente di pista e causandone il ritiro; nello stesso momento, Salo lascia passare il compagno di squadra in testa alla corsa. La gara si conclude quindi con una doppietta della Ferrari, seguite dal regolarissimo Frentzen, da Ralf Schumacher, da Coulthard e da Panis. Nella classifica generale, Irvine passa in testa con 52 punti, otto in più di Häkkinen; al terzo posto, Frentzen supera a quota 35 Michael Schumacher, fermo a 32, mentre Coulthard rimane quinto con 30 punti.

### Gran Premio d'Ungheria
Dopo due gare disastrose, per Häkkinen diventa fondamentale ottenere il primo posto in Ungheria. Il finlandese ottiene l'ennesima pole position della stagione, davanti ad Irvine, staccato di meno di due decimi, a Coulthard e alla sorpresa Fisichella. Salo è solo diciassettesimo dopo una qualifica disastrosa. Alla partenza, i primi due mantengono le posizioni, mentre Coulthard viene passato da Fisichella e Frentzen.
Mentre Häkkinen si invola, la gara è animata dal duello tra Irvine e Coulthard per la seconda posizione: dopo essersi liberato di Frentzen e Fisichella (quest'ultimo poi costretto al ritiro da problemi meccanici), lo scozzese comincia a tallonare il ferrarista. Dopo la seconda sosta, Coulthard riesce nel suo intento grazie ad un fuoripista di Irvine, causato probabilmente da problemi al differenziale; l'irlandese mantiene il terzo posto, rimanendo così in testa al campionato con due punti su Häkkinen. Alle sue spalle terminano Frentzen, Barrichello e Damon Hill.

### Gran Premio del Belgio
Sul circuito di Spa, le McLaren mostrano subito una netta superiorità, monopolizzando la prima fila dello schieramento. Alle loro spalle, staccate di un secondo, si trovano le due Jordan di Frentzen e Hill; solo sesto il leader del campionato Irvine, alla guida di una Ferrari in difficoltà, addirittura nono il compagno di squadra Salo. Alla partenza, però, c'è un colpo di scena: Häkkinen si muove in anticipo dalla sua piazzola, trovandosi costretto a bloccarsi e perdendo così l'attimo buono della partenza.
Il finlandese tenta inutilmente di resistere, alla prima curva, all'attacco del compagno di squadra Coulthard: lo scozzese passa e la corsa per il primo posto termina in pratica qui. Dietro le due frecce d'argento, Frentzen amministra facilmente la propria corsa, terminando al terzo posto; alle sue spalle si piazza Irvine, aiutato dal compagno Salo a tenere dietro l'arrembante Ralf Schumacher. Sesto è infine Damon Hill, che raccoglie gli ultimi punti della carriera. Da segnalare anche il quindicesimo posto di Jacques Villeneuve, che vede per la prima volta in questa stagione la bandiera a scacchi dopo essersi reso protagonista di un terribile incidente il giorno prima. In classifica generale, Häkkinen supera Irvine di un punto, 60 a 59; dietro, si avvicinano Coulthard, a quota 46 e Frentzen, a 40.

### Gran Premio d'Italia

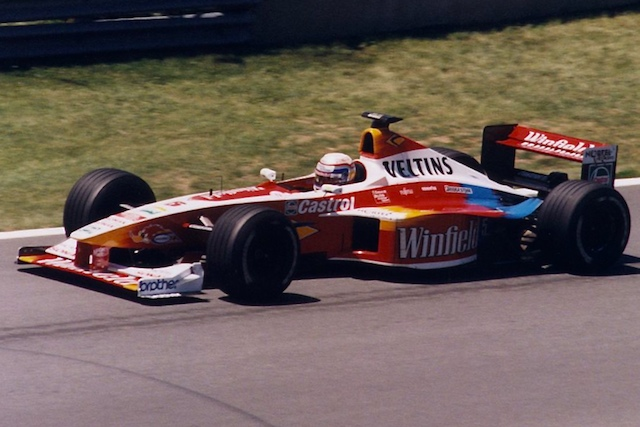
La Williams FW21. Al Gran Premio d'Italia Ralf Schumacher ottenne con questa vettura il miglior piazzamento di tutta la stagione con un secondo posto.

Anche a Monza la Ferrari è in grandi difficoltà: Salo ed Irvine sono rispettivamente sesto ed ottavo sulla griglia di partenza, staccati di oltre un secondo dal solito Häkkinen in pole position. Il finlandese si invola sin dalla partenza e controlla agevolmente la gara su Frentzen, secondo; al ventinovesimo giro, però, quando ha un vantaggio di quasi trenta secondi sul tedesco della Jordan, compie un banale errore di scalata di marcia alla Prima Variante, si insabbia e si deve ritirare, mettendosi poi a piangere in mondovisione.
Frentzen coglie così la seconda vittoria stagionale, entrando in lizza per la vittoria del campionato; al secondo posto si piazza Ralf Schumacher, autore anche del giro più veloce, seguito da Salo, dall'ottimo Barrichello e da Coulthard. Sesto è Irvine che appaia Häkkinen in testa alla classifica piloti con 60 punti; alle loro spalle, sperano ancora Frentzen a quota 50 e Coulthard a 48.

### Gran Premio d'Europa
Dalla pole position parte stavolta il fresco vincitore di Monza Frentzen, seguito dalle McLaren di Coulthard e Häkkinen; quarto posto per Ralf Schumacher, mentre Irvine e Salo, in crisi nera, non fanno meglio del nono e dodicesimo posto. La prima partenza viene annullata a causa della vettura di Gené ferma sulla griglia di partenza; poche curve dopo il secondo via, Diniz, urtato da Wurz, decolla e si ribalta: il roll bar della sua Sauber si disintegra, facendo temere il peggio, ma fortunatamente il pilota brasiliano rimane illeso. Entra in pista la Safety Car; quando la vettura di sicurezza si fa da parte, dietro a Frentzen si trovano le due McLaren di Häkkinen e Coulthard, Ralf Schumacher, Fisichella, Panis ed Irvine.
Inizia a piovere: Frentzen si costruisce un buon vantaggio, Ralf Schumacher supera Coulthard e Irvine risale al quinto posto. Al ventesimo giro, la pioggia comincia a farsi più intensa e alcuni piloti, tra cui Häkkinen, decidono di montare gomme da bagnato, trovandosi poi costretti a rimettere gomme da asciutto pochi passaggi dopo e precipitando così in fondo alla classifica. Irvine, invece, opta per gomme da asciutto, prevedendo, a ragione, che la pista si asciugherà presto: tuttavia, al box Ferrari, nel quale Salo è appena rientrato con l'alettone danneggiato, regna il caos. Non si trova più la gomma posteriore destra: la sosta del pilota Ferrari dura quasi mezzo minuto. Intanto, in testa alla corsa si danno battaglia Frentzen, Ralf Schumacher e Coulthard: quando il tedesco della Williams si ferma al 28º giro per rifornire, lo scozzese della McLaren si avvicina al pilota della Jordan, senza però riuscire a passarlo quando i due si fermano insieme al pit stop al 32º giro.
Frentzen si ritira però subito per un guasto elettrico; Coulthard si trova così primo davanti a Ralf Schumacher, Barrichello, Fisichella, Herbert e Villeneuve. Lo scozzese della McLaren esce però di pista sei giri dopo, mentre Herbert, fermandosi ai box mentre ricomincia a piovere, monta gomme da asciutto; Ralf Schumacher conduce agevolmente la gara fino al 44º giro, quando si ferma per il secondo rifornimento. Fisichella passa al primo posto, ma tre giri più tardi esce di pista, insabbiandosi. Sembra fatta per Ralf Schumacher, che ha un buon vantaggio su Herbert secondo, ma il tedesco della Williams fora una gomma ed è costretto a fermarsi di nuovo; Herbert, che fermandosi di nuovo al 47º giro aveva rimesso gomme da asciutto, si trova così al comando con un comodo vantaggio su Trulli e Barrichello, che danno vita ad un intenso duello.
Alle loro spalle, il sorprendente Badoer, che fermandosi solo una volta è risalito fino al quarto posto, è costretto al ritiro al 54º giro per un guasto al cambio; torna quindi in quarta posizione Ralf Schumacher. Dietro di lui, Villeneuve occupa il quinto posto, seguito da Gené, Irvine ed Häkkinen. Il finlandese rimonta sul ferrarista, lo costringe all'errore e lo supera, andando a caccia del pilota spagnolo della Minardi. Villeneuve si ritira per problemi al cambio; a due giri dalla fine, Häkkinen riesce a passare Gené, assicurandosi il quinto posto e due punti. Alla Minardi è comunque festa per il primo punto conquistato dal '95; festa anche nel box Stewart per il primo posto di Herbert ed il terzo di Barrichello ed in quello Prost per la seconda piazza di Trulli. In classifica generale, Häkkinen stacca di due punti Irvine, 62 a 60; Frentzen e Coulthard perdono una grande occasione per diminuire i loro distacchi dalla vetta.

### Gran Premio della Malesia
La prima edizione del Gran Premio della Malesia segna il ritorno alla guida di Michael Schumacher dopo sei gare di assenza e soprattutto il ritorno alla competitività della Ferrari: le Rosse dominano infatti le qualifiche, occupando tutta la prima fila e relegando in terza e quarta posizione Coulthard e Häkkinen. Seguono le due Stewart di Herbert e dell'ormai ferrarista Barrichello. Al via, le due Ferrari scattano al comando; dopo pochi giri, Schumacher lascia passare il compagno cercando poi di rallentare le due McLaren; Coulthard riesce a passarlo, mentre Häkkinen rimane bloccato dietro al tedesco.
Al 14º giro, però, Coulthard è costretto al ritiro da un guasto all'acceleratore; Irvine può così gestire comodamente la sua gara, andando a vincere. Schumacher continua a tenere dietro Häkkinen, che nel finale fatica parecchio a passare Herbert. Il pilota inglese chiude al quarto posto, davanti al compagno Barrichello; il sesto posto toglie invece a Frentzen le ultime possibilità matematiche di lottare per il titolo iridato. Dopo la gara, le due Ferrari vengono squalificate a causa di un deflettore non conforme alle norme; in questo modo Häkkinen sarebbe campione, ma la scuderia italiana ricorre in appello e riesce a dimostrare la propria innocenza, vedendosi restituita la doppietta. Ad una gara dalla fine, dunque, Irvine si trova in testa al campionato con 70 punti, contro i 66 di Häkkinen.

### Gran Premio del Giappone
Come nel 1998, il mondiale si decide all'ultima gara in calendario sul circuito di Suzuka, in Giappone. I pronostici sono a favore di Eddie Irvine, che si presenta sulla sua pista preferita con quattro punti di vantaggio sul rivale Häkkinen. Tuttavia, già dalle prove del venerdì le cose sembrano mettersi male per il ferrarista, che è protagonista di un brutto incidente ed in qualifica non va oltre il quinto posto. In pole position c'è però il suo compagno di squadra, che tenendo dietro Häkkinen potrebbe regalargli la vittoria iridata. Allo spegnersi dei semafori, però, i piani della Ferrari e di Irvine vanno in fumo: il pilota della McLaren scatta meglio di Schumacher e si invola.
A poco serve la bella partenza di Irvine, che supera Coulthard e Frentzen, issandosi al quarto posto dietro anche a Panis. Se il Mondiale Piloti sembra ormai deciso, rimane da definire la situazione in quello Costruttori, che vede la Ferrari in vantaggio sulla McLaren per 118 a 114. Anche qui la situazione sembra pendere a favore della McLaren, perché Coulthard al rifornimento passa Irvine, issandosi al terzo posto; tuttavia, il pilota della McLaren compie un errore al 34º giro, compromettendo definitivamente la sua gara. Häkkinen vince gara e titolo Piloti; alle sue spalle terminano nell'ordine Schumacher ed Irvine, dando alla Ferrari la vittoria nel Mondiale Costruttori dopo sedici anni di attesa, con 128 punti contro i 124 della McLaren.
Dietro, la Jordan (Frentzen quarto in gara e terzo in campionato con 54 punti) ottiene il suo miglior piazzamento di sempre in classifica Costruttori, con 61 punti. Quarta e quinta sono Stewart e Williams, con 36 e 35 punti; sesta la deludente Benetton, che raccoglie appena 16 punti. Seguono Prost a quota 9, Sauber a 5 e Minardi ed Arrows appaiate a 1. La BAR conclude il suo primo campionato senza punti, nonostante la presenza dell'ex Campione del Mondo Jacques Villeneuve.

## Risultati

### Gran Premi
| N° | Gran Premio                  | Pole Position         | Giro più veloce    | Pilota vincitore      | Costruttore        | Resoconto |
| -- | ---------------------------- | --------------------- | ------------------ | --------------------- | ------------------ | --------- |
| 1  | Gran Premio d'Australia      | Mika Häkkinen         | Michael Schumacher | Eddie Irvine          | Ferrari            | Resoconto |
| 2  | Gran Premio del Brasile      | Mika Häkkinen         | Mika Häkkinen      | Mika Häkkinen         | McLaren-Mercedes   | Resoconto |
| 3  | Gran Premio di San Marino    | Mika Häkkinen         | Michael Schumacher | Michael Schumacher    | Ferrari            | Resoconto |
| 4  | Gran Premio di Monaco        | Mika Häkkinen         | Mika Häkkinen      | Michael Schumacher    | Ferrari            | Resoconto |
| 5  | Gran Premio di Spagna        | Mika Häkkinen         | Michael Schumacher | Mika Häkkinen         | McLaren-Mercedes   | Resoconto |
| 6  | Gran Premio del Canada       | Michael Schumacher    | Eddie Irvine       | Mika Häkkinen         | McLaren-Mercedes   | Resoconto |
| 7  | Gran Premio di Francia       | Rubens Barrichello    | David Coulthard    | Heinz-Harald Frentzen | Jordan-Mugen-Honda | Resoconto |
| 8  | Gran Premio di Gran Bretagna | Mika Häkkinen         | Mika Häkkinen      | David Coulthard       | McLaren-Mercedes   | Resoconto |
| 9  | Gran Premio d'Austria        | Mika Häkkinen         | Mika Häkkinen      | Eddie Irvine          | Ferrari            | Resoconto |
| 10 | Gran Premio di Germania      | Mika Häkkinen         | David Coulthard    | Eddie Irvine          | Ferrari            | Resoconto |
| 11 | Gran Premio d'Ungheria       | Mika Häkkinen         | David Coulthard    | Mika Häkkinen         | McLaren-Mercedes   | Resoconto |
| 12 | Gran Premio del Belgio       | Mika Häkkinen         | Mika Häkkinen      | David Coulthard       | McLaren-Mercedes   | Resoconto |
| 13 | Gran Premio d'Italia         | Mika Häkkinen         | Ralf Schumacher    | Heinz-Harald Frentzen | Jordan-Mugen-Honda | Resoconto |
| 14 | Gran Premio d'Europa         | Heinz-Harald Frentzen | Mika Häkkinen      | Johnny Herbert        | Stewart-Ford       | Resoconto |
| 15 | Gran Premio della Malesia    | Michael Schumacher    | Michael Schumacher | Eddie Irvine          | Ferrari            | Resoconto |
| 16 | Gran Premio del Giappone     | Michael Schumacher    | Michael Schumacher | Mika Häkkinen         | McLaren-Mercedes   | Resoconto |

## Classifiche

### Sistema di punteggio
| Posizione | 1ª | 2ª | 3ª | 4ª | 5ª | 6ª |
| Punti     | 10 | 6  | 4  | 3  | 2  | 1  |

### Classifica piloti
| Pos. | Pilota                |     |     |     |     |     |     |     |     |     |     |     |     |     |     |     |     | Punti |
| ---- | --------------------- | --- | --- | --- | --- | --- | --- | --- | --- | --- | --- | --- | --- | --- | --- | --- | --- | ----- |
| 1    | Mika Häkkinen         | Rit | 1   | Rit | 3   | 1   | 1   | 2   | Rit | 3   | Rit | 1   | 2   | Rit | 5   | 3   | 1   | 76    |
| 2    | Eddie Irvine          | 1   | 5   | Rit | 2   | 4   | 3   | 6   | 2   | 1   | 1   | 3   | 4   | 6   | 7   | 1   | 3   | 74    |
| 3    | Heinz-Harald Frentzen | 2   | 3*  | Rit | 4   | Rit | 11* | 1   | 4   | 4   | 3   | 4   | 3   | 1   | Rit | 6   | 4   | 54    |
| 4    | David Coulthard       | Rit | Rit | 2   | Rit | 2   | 7   | Rit | 1   | 2   | 5   | 2   | 1   | 5   | Rit | Rit | Rit | 48    |
| 5    | Michael Schumacher    | 8   | 2   | 1   | 1   | 3   | Rit | 5   | NP  | INF | INF | INF | INF | INF | INF | 2   | 2   | 44    |
| 6    | Ralf Schumacher       | 3   | 4   | Rit | Rit | 5   | 4   | 4   | 3   | Rit | 4   | 9   | 5   | 2   | 4   | Rit | 5   | 35    |
| 7    | Rubens Barrichello    | 5   | Rit | 3   | 9*  | SQ  | Rit | 3   | 8   | Rit | Rit | 5   | 10  | 4   | 3   | 5   | 8   | 21    |
| 8    | Johnny Herbert        | NP  | Rit | 10* | Rit | Rit | 5   | Rit | 12  | 14  | 11* | 11  | Rit | Rit | 1   | 4   | 7   | 15    |
| 9    | Giancarlo Fisichella  | 4   | Rit | 5   | 5   | 9   | 2   | Rit | 7   | 12* | Rit | Rit | 11  | Rit | Rit | 11  | 14* | 13    |
| 10   | Mika Salo             |     |     | 7   | Rit | 8   |     |     |     | 9   | 2   | 12  | 7   | 3   | Rit |     |     | 10    |
| 11   | Jarno Trulli          | Rit | Rit | Rit | 7   | 6   | Rit | 7   | 9   | 7   | Rit | 8   | 12  | Rit | 2   | Rit | Rit | 7     |
| 12   | Damon Hill            | Rit | Rit | 4   | Rit | 7   | Rit | Rit | 5   | 8   | Rit | 6   | 6   | 10  | Rit | Rit | Rit | 7     |
| 13   | Alexander Wurz        | Rit | 7   | Rit | 6   | 10  | Rit | Rit | 10  | 5   | 7   | 7   | 14  | Rit | Rit | 8   | 10  | 3     |
| 14   | Pedro Paulo Diniz     | Rit | Rit | Rit | Rit | Rit | 6   | Rit | 6   | 6   | Rit | Rit | Rit | Rit | Rit | Rit | 11  | 3     |
| 15   | Jean Alesi            | Rit | Rit | 6   | Rit | Rit | Rit | Rit | 14  | Rit | 8   | 16* | 9   | 9   | Rit | 7   | 6   | 2     |
| 16   | Olivier Panis         | Rit | 6   | Rit | Rit | Rit | 9   | 8   | 13  | 10  | 6   | 10  | 13  | 11* | 9   | Rit | Rit | 2     |
| 17   | Marc Gené             | Rit | 9   | 9   | Rit | Rit | 8   | Rit | 15  | 11  | 9   | 17  | 16  | Rit | 6   | 9   | Rit | 1     |
| 18   | Pedro de la Rosa      | 6   | Rit | Rit | Rit | 11  | Rit | 11  | Rit | Rit | Rit | 15  | Rit | Rit | Rit | Rit | 13  | 1     |
| 19   | Alex Zanardi          | Rit | Rit | 11* | 8   | Rit | Rit | Rit | 11  | Rit | Rit | Rit | 8   | 7   | Rit | 10  | Rit | 0     |
| 20   | Toranosuke Takagi     | 7   | 8   | Rit | Rit | 12  | Rit | SQ  | 16  | Rit | Rit | Rit | Rit | Rit | Rit | Rit | Rit | 0     |
| 21   | Jacques Villeneuve    | Rit | Rit | Rit | Rit | Rit | Rit | Rit | Rit | Rit | Rit | Rit | 15  | 8   | 10* | Rit | 9   | 0     |
| 22   | Ricardo Zonta         | Rit | NP  |     |     |     | Rit | 9   | Rit | 15* | Rit | 13  | Rit | Rit | 8   | Rit | 12  | 0     |
| 23   | Luca Badoer           | Rit |     | 8   | Rit | Rit | 10  | 10  | Rit | 13  | 10  | 14  | Rit | Rit | Rit | Rit | Rit | 0     |
| -    | Stéphane Sarrazin     |     | Rit |     |     |     |     |     |     |     |     |     |     |     |     |     |     | 0     |
| Pos. | Pilota                |     |     |     |     |     |     |     |     |     |     |     |     |     |     |     |     | Punti |

| Legenda | 1º posto     | 2º posto | 3º posto    | A punti         | Senza punti/Non class.  | Grassetto – Pole position Corsivo – Giro più veloce |
| Legenda | Squalificato | Ritirato | Non partito | Non qualificato | Solo prove/Terzo pilota | Grassetto – Pole position Corsivo – Giro più veloce |

* Indica quei piloti che non hanno terminato la gara ma sono ugualmente classificati avendo coperto, come previsto dal regolamento, almeno il 90% della distanza totale.

### Classifica Costruttori
| Pos. | Costruttore        | Pilota        |     |     |     |     |     |     |     |     |     |     |     |     |     |     |     |     | Punti |
| ---- | ------------------ | ------------- | --- | --- | --- | --- | --- | --- | --- | --- | --- | --- | --- | --- | --- | --- | --- | --- | ----- |
| 1    | Ferrari            | M. Schumacher | 8   | 2   | 1   | 1   | 3   | Rit | 5   | NP  | INF | INF | INF | INF | INF | INF | 2   | 2   | 128   |
| 1    | Ferrari            | Salo          |     |     |     |     |     |     |     |     | 9   | 2   | 12  | 7   | 3   | Rit |     |     | 128   |
| 1    | Ferrari            | Irvine        | 1   | 5   | Rit | 2   | 4   | 3   | 6   | 2   | 1   | 1   | 3   | 4   | 6   | 7   | 1   | 3   | 128   |
| 2    | McLaren-Mercedes   | Häkkinen      | Rit | 1   | Rit | 3   | 1   | 1   | 2   | Rit | 3   | Rit | 1   | 2   | Rit | 5   | 3   | 1   | 124   |
| 2    | McLaren-Mercedes   | Coulthard     | Rit | Rit | 2   | Rit | 2   | 7   | Rit | 1   | 2   | 5   | 2   | 1   | 5   | Rit | Rit | Rit | 124   |
| 3    | Jordan-Mugen-Honda | Hill          | Rit | Rit | 4   | Rit | 7   | Rit | Rit | 5   | 8   | Rit | 6   | 6   | 10  | Rit | Rit | Rit | 61    |
| 3    | Jordan-Mugen-Honda | Frentzen      | 2   | 3*  | Rit | 4   | Rit | 11* | 1   | 4   | 4   | 3   | 4   | 3   | 1   | Rit | 6   | 4   | 61    |
| 4    | Stewart-Ford       | Barrichello   | 5   | Rit | 3   | 9*  | SQ  | Rit | 3   | 8   | Rit | Rit | 5   | 10  | 4   | 3   | 5   | 8   | 36    |
| 4    | Stewart-Ford       | Herbert       | NP  | Rit | 10* | Rit | Rit | 5   | Rit | 12  | 14  | 11* | 11  | Rit | Rit | 1   | 4   | 7   | 36    |
| 5    | Williams-Supertec  | Zanardi       | Rit | Rit | 11* | 8   | Rit | Rit | Rit | 11  | Rit | Rit | Rit | 8   | 7   | Rit | 10  | Rit | 35    |
| 5    | Williams-Supertec  | R. Schumacher | 3   | 4   | Rit | Rit | 5   | 4   | 4   | 3   | Rit | 4   | 9   | 5   | 2   | 4   | Rit | 5   | 35    |
| 6    | Benetton-Playlife  | Fisichella    | 4   | Rit | 5   | 5   | 9   | 2   | Rit | 7   | 12* | Rit | Rit | 11  | Rit | Rit | 11  | 14* | 16    |
| 6    | Benetton-Playlife  | Wurz          | Rit | 7   | Rit | 6   | 10  | Rit | Rit | 10  | 5   | 7   | 7   | 14  | Rit | Rit | 8   | 10  | 16    |
| 7    | Prost-Peugeot      | Panis         | Rit | 6   | Rit | Rit | Rit | 9   | 8   | 13  | 10  | 6   | 10  | 13  | 11* | 9   | Rit | Rit | 9     |
| 7    | Prost-Peugeot      | Trulli        | Rit | Rit | Rit | 7   | 6   | Rit | 7   | 9   | 7   | Rit | 8   | 12  | Rit | 2   | Rit | Rit | 9     |
| 8    | Sauber-Petronas    | Alesi         | Rit | Rit | 6   | Rit | Rit | Rit | Rit | 14  | Rit | 8   | 16* | 9   | 9   | Rit | 7   | 6   | 5     |
| 8    | Sauber-Petronas    | Diniz         | Rit | Rit | Rit | Rit | Rit | 6   | Rit | 6   | 6   | Rit | Rit | Rit | Rit | Rit | Rit | 11  | 5     |
| 9    | Arrows             | De La Rosa    | 6   | Rit | Rit | Rit | 11  | Rit | 11  | Rit | Rit | Rit | 15  | Rit | Rit | Rit | Rit | 13  | 1     |
| 9    | Arrows             | Takagi        | 7   | 8   | Rit | Rit | 12  | Rit | SQ  | 16  | Rit | Rit | Rit | Rit | Rit | Rit | Rit | Rit | 1     |
| 10   | Minardi-Ford       | Badoer        | Rit |     | 8   | Rit | Rit | 10  | 10  | Rit | 13  | 10  | 14  | Rit | Rit | Rit | Rit | Rit | 1     |
| 10   | Minardi-Ford       | Sarrazin      |     | Rit |     |     |     |     |     |     |     |     |     |     |     |     |     |     | 1     |
| 10   | Minardi-Ford       | Gené          | Rit | 9   | 9   | Rit | Rit | 8   | Rit | 15  | 11  | 9   | 17  | 16  | Rit | 6   | 9   | Rit | 1     |
| 11   | BAR-Supertec       | Villeneuve    | Rit | Rit | Rit | Rit | Rit | Rit | Rit | Rit | Rit | Rit | Rit | 15  | 8   | 10* | Rit | 9   | 0     |
| 11   | BAR-Supertec       | Zonta         | Rit | NP  |     |     |     | Rit | 9   | Rit | 15* | Rit | 13  | Rit | Rit | 8   | Rit | 12  | 0     |
| 11   | BAR-Supertec       | Salo          |     |     | 7   | Rit | 8   |     |     |     |     |     |     |     |     |     |     |     | 0     |
| Pos. | Costruttore        | Pilota        |     |     |     |     |     |     |     |     |     |     |     |     |     |     |     |     | Punti |

| Legenda | 1º posto     | 2º posto | 3º posto    | A punti         | Senza punti/Non class.  | Grassetto – Pole position Corsivo – Giro più veloce |
| Legenda | Squalificato | Ritirato | Non partito | Non qualificato | Solo prove/Terzo pilota | Grassetto – Pole position Corsivo – Giro più veloce |

 * – Indica i piloti ritirati ma ugualmente classificati avendo coperto, come previsto dal regolamento, almeno il 90% della distanza di gara.